# 大日本帝国憲法第5条
大日本帝国憲法第5条（だいにほん/だいにっぽん ていこくけんぽう だい5じょう）は、大日本帝国憲法第1章にある、天皇の立法権を規定した条項である。
天皇による立法権の行使にあたっては、帝国議会の協賛を要するという規定である。

## 現代風の表記
天皇は、帝国議会の協賛をもって、立法権を行使する。